# 圣萨尔瓦多-达阿拉梅尼亚
圣萨尔瓦多-达阿拉梅尼亚是葡萄牙波塔莱格雷区的一个堂区。总面积50.76平方公里，总人口1527人，人口密度30.1人/平方公里。